# Oscarino Farias
Oscarino Farias Varjão (Rio Solimões, 15 de maio de 1937 — Manaus, 15 de abril de 2018), mais conhecido pelo seu nome artístico Oscarino Farias, foi um ventríloquo brasileiro com mais de 60 anos de carreira. Ficou conhecido nacionalmente pelo seu personagem Peteleco. Sua criação é considerada Patrimônio Cultural Imaterial do Amazonas.

## Biografia
Oscarino Farias nasceu na comunidade Paraná do Xiborena, no Rio Solimões, atualmente um dos distritos de Iranduba, no Amazonas, em 15 de maio de 1937. De origem muito simples, sua família mudou-se para Manaus em meados da década de 50. Oscarino foi engraxate na rua Marquês de Santa Cruz, no Centro da capital amazonense, e ajudava a mãe, dona Iracema Barbosa, na venda de tapiocas no Mercado Municipal, quando confeccionou um boneco, o qual batizou de Chiquinho, em 1953, seu primeiro personagem.
Em 1957, aos vinte anos de idade, criou o boneco Peteleco, na casa de sua sogra, como forma de superar as dificuldades financeiras. Desde então, Oscarino passou a realizar apresentações em escolas, programas de rádio e TV em várias localidades do país.
Reconhecido como um dos grandes mestres de sua arte, principalmente pela habilidade de se expressar sem mexer a boca, Oscarino chegou a conceder entrevista no Programa do Jô, na TV Globo, no dia 14 novembro de 2000. Sua obra também lhe rendeu um documentário chamado Oscarino & Peteleco. Em 2016, seu personagem foi declarado Patrimônio Cultural Imaterial do Amazonas.

### Problemas de saúde e morte
A Secretaria de Estado de Saúde do Amazonas divulgou uma nota informando que artista era portador de diabetes, colelitíase, hipertensão arterial sistêmica, possuía sequela de acidente vascular cerebral e asma. Oscarino foi internado no dia 13 de abril de 2018, onde esteve entubado na emergência do Hospital 28 de Agosto, mas não resistiu e morreu após sofrer uma parada cardíaca dois dias depois. O velório aconteceu no salão nobre do Centro Cultural Palácio Rio Negro e seu corpo foi sepultado no Cemitério São João Batista, em Manaus.

## Personagens
Oscarino teve seu talento reconhecido por Américo Alvarez, artista amazonense conhecido como Vovô Branco, que pediu ao pintor Branco e Silva que lhe desse um boneco chamado Marinheiro, seu segundo personagem. Depois, ele recebeu de um pernambucano um boneco chamado Charles e, por fim, confeccionou o seu maior sucesso, passando de geração a geração. O Peteleco é um boneco negro, que encantava de crianças a adultos. Com uma personalidade irreverente e olhar atento a tudo, Peteleco sempre respondia rápido às perguntas e às vezes grosseiro, se alguém pega no seu pé. Batizado pelo seu pai, Oscar Lopes Varjão, Peteleco recebeu a cor negra em homenagem a ele, que era um homem negro e que sofria racismo. Dessa forma, o boneco também tornou-se um veículo de conscientização contra o racismo, a partir de histórias que ele viu o pai vivenciar. O personagem ficou nacionalmente conhecido quando se apresentou no Programa do Jô, porém, antes disso, apresentava-se mais restritamente na região Norte, onde era adorado pelas crianças por seu carisma, contando histórias, cantigas educativas e muitas paródias divertidas, deixando sempre a mensagem de que estudar é importante, assim como o respeito aos pais e aos mais velhos.